# Pareci Novo
Pareci Novo est une ville brésilienne de la mésorégion métropolitaine de Porto Alegre, capitale de l'État du Rio Grande do Sul, faisant partie de la microrégion de Montenegro et située à 69 km au nord-ouest de Porto Alegre. Elle se situe à une latitude de 29° 38′ 19″ sud et à une longitude de 51° 23′ 55″ ouest, à 35 m d'altitude. Sa population était estimée à 2 444 en 2007, pour une superficie de 57 km2. L'accès s'y fait par les RS-122, RS-124 et RS-240.
La majorité de la population est descendante d'Allemands venus de Hambourg de confession catholique.
En 1854, un propriétaire terrien de la région vendit une partie de ses terres de Pareci à ces colons. Ce fut l'origine de Pareci Novo. De nouvelles terres furent acquises en 1867, élargissant le champ de la colonie germanique. En 1895 les Jésuites vinrent installer leur séminaire dans la communauté.
L'économie de la commune est basée sur la citriculture, avec la production de 5 variétés d'orange (Céu Gaúcha, Bahia, Monte Parnaso, Valência Mesa et Céu Paulista), 6 de bergamote (Satsuma, Caí, Ponkan, Pareci, Murgott et Montenegrina) et 2 de citron (Siciliano et Tahiti).
La floriculture est l'activité a plus dynamique de la municipalité qui produit aussi des pousses de fleurs, d'arbres fruitiers et à bois. En plus des fruits, il y a aussi une production de légumes et un élevage de poulets et de bovins.
90 % des exploitations sont mécanisées.

## Villes voisines
- Harmonia
- São Sebastião do Caí
- Capela de Santana
- Montenegro
- São José do Sul